# مراد چهارم
سلطان مراد چهارم (تولد ۲۷ ژوئیه ۱۶۱۱ استانبول – درگذشته ۸ فوریه ۱۶۴۰ استانبول) پسر سوم احمد یکم از کوسم سلطان و خلیفه امپراتوری عثمانی بود. سلطان مراد چهارم عثمانی هفدهمین پادشاه عثمانی بود
پس از برکناری عمویش مصطفی یکم از سال ۱۶۲۳ تا ۱۶۴۰ میلادی بر قلمرو عثمانی حکومت کرد. او هفدهمین پادشاه امپراتوری عثمانی بود که توانست این امپراتوری را به اوج خود برساند.
مراد در یازده سالگی به سلطنت رسید. مراد از سال ۱۶۳۵ تا ۱۶۳۹ به قفقاز، آذربایجان، ایروان و تبریز لشکر کشید و صفویان را شکست داد. در دومین نبرد مراد با صفویان، بغداد و بین‌النهرین به تصرف عثمانیان درآمد. در معاهده صلح ایران و عثمانی در دشت زهاب نزدیکی قصر شیرین، سلطه عثمانی بر عراق مورد تأیید پادشاه ایران قرار گرفت. مراد در سال ۱۶۴۰ میلادی و در سن ۲۷ سالگی در اثر ابتلا به بیماری سیروز کبدی درگذشت. پادشاهی اصلی او از سال ۱۶۳۲ شروع شد زمانی که شورش هارا از بین برد، به نایب السلطنه بودن والده کوسم سلطان خاتمه داد و آرامش را به امپراتوری برگرداند. از موفقیت‌های بزرگ او می‌توان به فتح بغداد و تمام عراق ایران و در غرب بیرون کردن روس‌ها از ترانسیلوانیا و برگرداندن مرز امپراتوری به زمان سلطان سلیمان قانونی نام برد.
او زمانی که تنها ۱۱ سال داشت با توطئه کاخ به قدرت رسید و جانشین عمویش مصطفی اول شد (حکومت ۱۸–۱۶۱۷، ۲۳–۱۶۲۲). تا زمانی که او در ۱۸ مه ۱۶۳۲ قدرت مطلق را به دست گرفت، امپراتوری توسط مادرش، کوسم سلطان، به عنوان نایب السلطان اداره می‌شد. دوران پادشاهی او بیشتر برای جنگ عثمانی-صفویه قابل توجه است، که نتیجه آن باعث تقسیم قفقاز بین دو قدرت امپراتوری برای حدود دو قرن می‌شود، در حالی که تقریباً پایه و اساس مرزهای کنونی ترکیه-ایران-عراق را ایجاد می‌کند.
مراد چهارم برای مدت طولانی تحت کنترل بستگانش بود و در سال‌های نخستین پادشاهی، مادرش، کوسم سلطان، اساساً از طریق او حکومت می‌کرد. در این دوره، امپراتوری صفوی به عراق حمله کرد، در آناتولی شمالی شورش‌هایی به راه افتاد و در سال ۱۶۳۱ ینی‌چری (جان‌نثاران سلطان) به کاخ یورش بردند و وزیر بزرگ را کشتند.
پادشاهی مراد چهارم برای جنگ عثمانی و صفوی (۱۶۳۹–۱۶۲۳) علیه ایران که در آن نیروهای عثمانی موفق به فتح آذربایجان، اشغال تبریز، همدان و تصرف بغداد در ۱۶۳۸ شدند، قابل توجه است. جنگ به‌طور کلی مرزها را که توسط صلح آماسیا توافق شده بود، ترسیم شد. گرجستان شرقی، آذربایجان و داغستان ضمیمه خاک ایران ماندند و گرجستان غربی جز خاک عثمانی شد. بین‌النهرین به شکلی دایم از کنترل ایرانیان خارج شد. مرزهای تعیین شده در نتیجه جنگ، کم و بیش مانند خط مرزی کنونی بین عراق و ایران است. در طی محاصره بغداد در سال ۱۶۳۸، شهر به مدت چهل روز مقاومت کرد اما مجبور به تسلیم شد. خود مراد چهارم در سال‌های آخر جنگ فرماندهی ارتش عثمانی را برعهده داشت.

## لشکرکشی به ایران
با مرگ شاه عباس اول و روی کار آمدن شاه صفی (سام میرزا)، دولت صفوی از نظر داخلی و خارجی دچار مشکلات متعددی شد. هر یک از این مشکلات به گونه‌ای بود که سبب از بین رفتن اقتدار شاه عباس یکم شده بود. در عرصه روابط خارجی دولت صفویه با دو جنگ ناخواسته از سوی عثمانی مواجه شد. سلطان مراد چهارم در سال ۱۶۳۴ میلادی (۱۰۴۴ ه‍.ق) با لشکری بزرگ به مرزهای شمال غربی ایران حمله کردو با تصرف ایروان بخشی از خاک قفقاز را به خاک عثمانی ضمیمه ساخت، سپس به تبریز تاخت و این شهر را ویران نمود. اگر چه این حادثه تلخ ۷ ماه و نیم بعد با رشادت بی‌نظیر سپاه قزلباش جبران شد و ایروان بار دیگر به سرزمین ایران بازگشت، اما باز پس‌گیری ایروان برای دولتمردان عثمانی به ویژه شخص سلطان مراد خان آنچنان گران آمد که او بار دیگر در ۱۶۳۸ میلادی (۱۰۴۸ ه‍.ق) به بغداد لشکرکشی کرد و بعد از نبردی سخت میان طرفین، این شهر به تصرف عثمانی درآمد و دولتمردان صفوی با تن دادن به این شکست بزرگ و تلخ حاضر شدند عهدنامه زهاب را امضا کنند. به این ترتیب عراق ایران که از جهات گوناگون به ویژه از نظر ایدئولوژیک برای دولت صفوی اهمیت بسیار داشت، از ایران جدا شد و به عثمانی پیوست.

## حکومت
مورخان و محققان عثمانی در این امر اتفاق نظر دارند که سلطان مراد چهارم نخستین و تنها پادشاهی، پس از سلیمان قانونی بود که توانست قدرت و شکوه و اقتدار دولت عثمانی را احیا کند.

ایستانفورد شاو می‌نویسد: 
سلطنت وی برای امپراتوری عثمانی یک موفقیت بزرگ به‌شمار می‌رفت؛ مراد زمانی به قدرت رسید که دولت در نابسامانی بودو به سرعت در ورطهٔ زوال و انحطاط فرومی‌رفت.
وی با اتکا به قدرت مطلق فردی و اعدام بیش از ۲۰۰۰۰ تن از شورشیان، کوشید که امپراتوری، ثبات و عظمت خود را لااقل در همان برهه از تاریخ بازیابد و بدین ترتیب بود که توانست پیامدهای زوال را به تأخیر اندازد. جالب است که سلطان مراد با به کار بردن توصیه‌های یکی از مشاورانش به نام قوچی بیگ که در رسالهٔ اصلاحی خود، از اقدامات شاه عباس یکم با ستایش یاد کرده و آن را راهنمای خوبی برای انجام اصلاحات در عثمانی دانسته بود، توانست به اوضاع نابسامان امپراتوری سروسامان داده و موفقیت‌های بزرگی به دست آورد.

## خانواده
• شمس‌شاه سلطان همسر عقدی و خاصگی سلطان مراد چهارم بود او شاهدختی از دادیانی بود. 
• عایشه سلطان اولین صیغه و خاصگی سلطان مراد چهارم و مادر کایا سلطان بود.
• رکسانا سلطان 
• صفیه خاتون
• صنبور خاتون
• شمس‌پری خاتون 

### پسران
- شاهزاده احمد (۲۱ دسامبر ۱۶۲۸ استانبول – ۱۶۳۴، استانبول در مقبره احمد یکم در مسجد آبی دفن شد)
- شاهزاده حسن (۱۶۳۱ استانبول – ۱۶۳۲ استانبول در مقبره احمد یکم در مسجد آبی دفن شد)
- شاهزاده سلیمان (۲ فوریه ۱۶۳۲ استانبول – ۱۶۳۹ استانبول در مقبره احمد یکم در مسجد آبی دفن شد)
- شاهزاده محمد (۸ اوت ۱۶۳۳ استانبول – ۱۶۳۵ استانبول در مقبره احمد یکم در مسجد آبی دفن شد)
- شاهزاده عثمان (۹ فوریه ۱۶۳۴ استانبول – ۱۶۳۵ استانبول در مقبره احمد یکم در مسجد آبی دفن شد)
- شاهزاده علاءالدین (۱۶ اوت ۱۶۳۵ استانبول – ۱۶۳۷ استانبول در مقبره احمد یکم در مسجد آبی دفن شد)
- شاهزاده سلیم (۱۶۳۷ استانبول – ۱۶۳۷ استانبول، در مقبره احمد یکم در مسجد آبی دفن شد)
- شاهزاده محمود (۵ می ۱۶۳۸ استانبول – ۱۶۳۸ استانبول در مقبره احمد یکم در مسجد آبی دفن شد)

### دختران
- گوهرخان سلطان (۱۶۳۰ استانبول – ۱۶۶۵ استانبول، در مقبره احمد یکم در مسجد آبی دفن شد) در سال ۱۶۳۴ با داماد خاصگی محمد پاشا ازدواج کرد.
- اسماخان کایا سلطان (۱۶۳۲ استانبول – ۲۷ فوریه ۱۶۵۸ استانبول، در مقبره مصطفی یکم در ایاصوفیا دفن شد)
- صفیه سلطان (۱۶۳۷ استانبول – ۱۶۸۰ استانبول در مقبره احمد یکم در مسجد آبی دفن شد) در سال ۱۶۵۹ با داماد اباضه حسین پاشا ازدواج کرد.
- رقیه سلطان (۱۶۳۹ استانبول – ۱۶۹۶ استانبول در مسجد شاهزاده دفن شد) درسال ۱۶۶۵ با داماد ملک ابراهیم پاشا و درسال ۱۶۹۳ با داماد گورچو محمد پاشا ازدواج کرد.

## نگارخانه

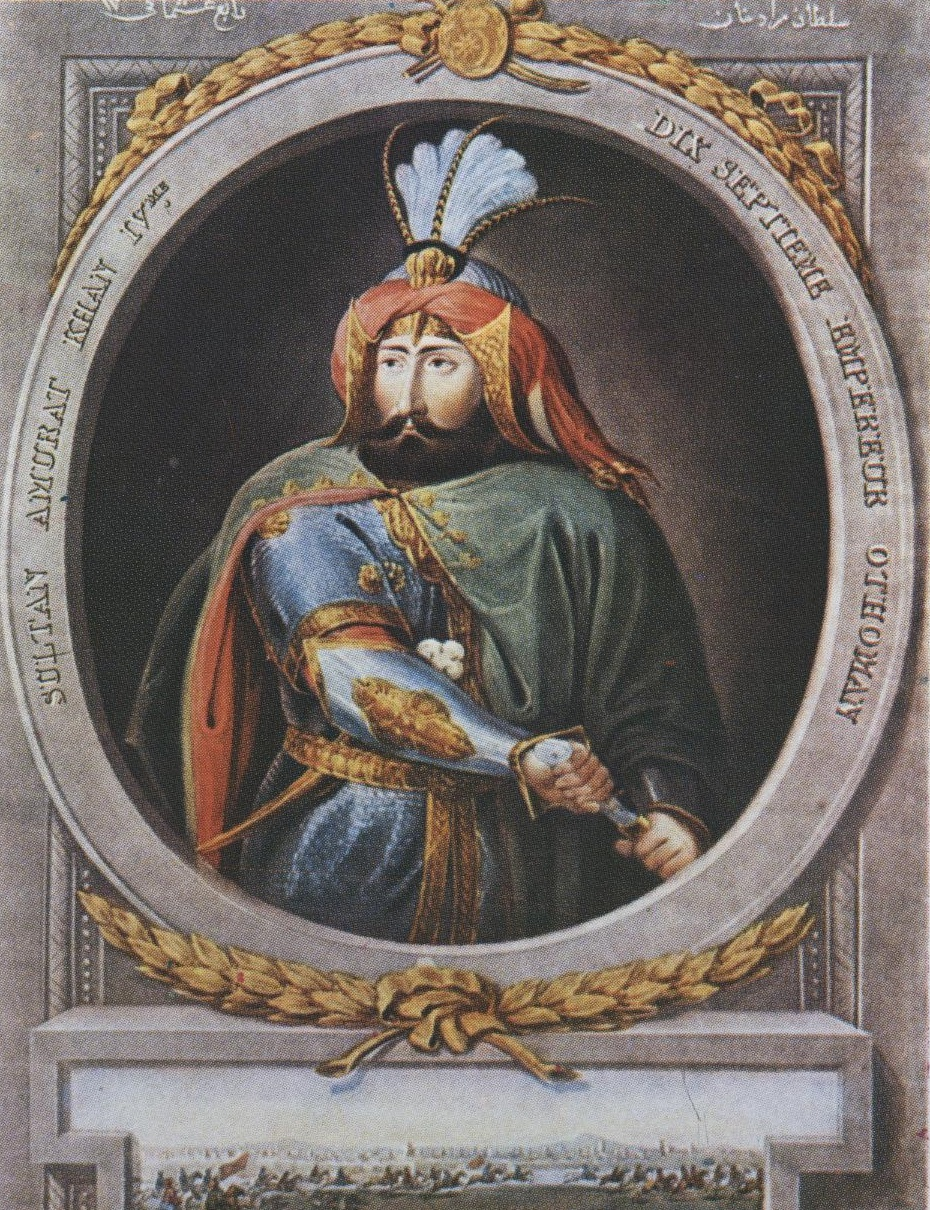
سلطان مراد رابع
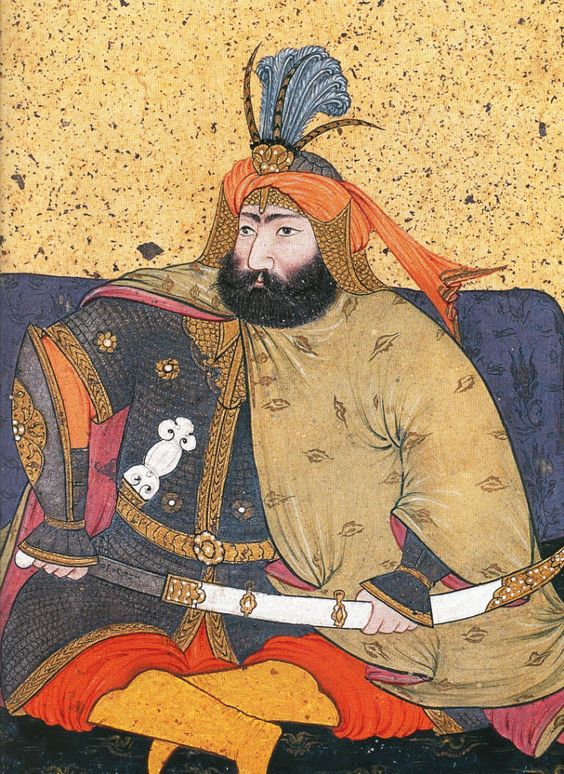
نگاره‌ای از مراد چهارم
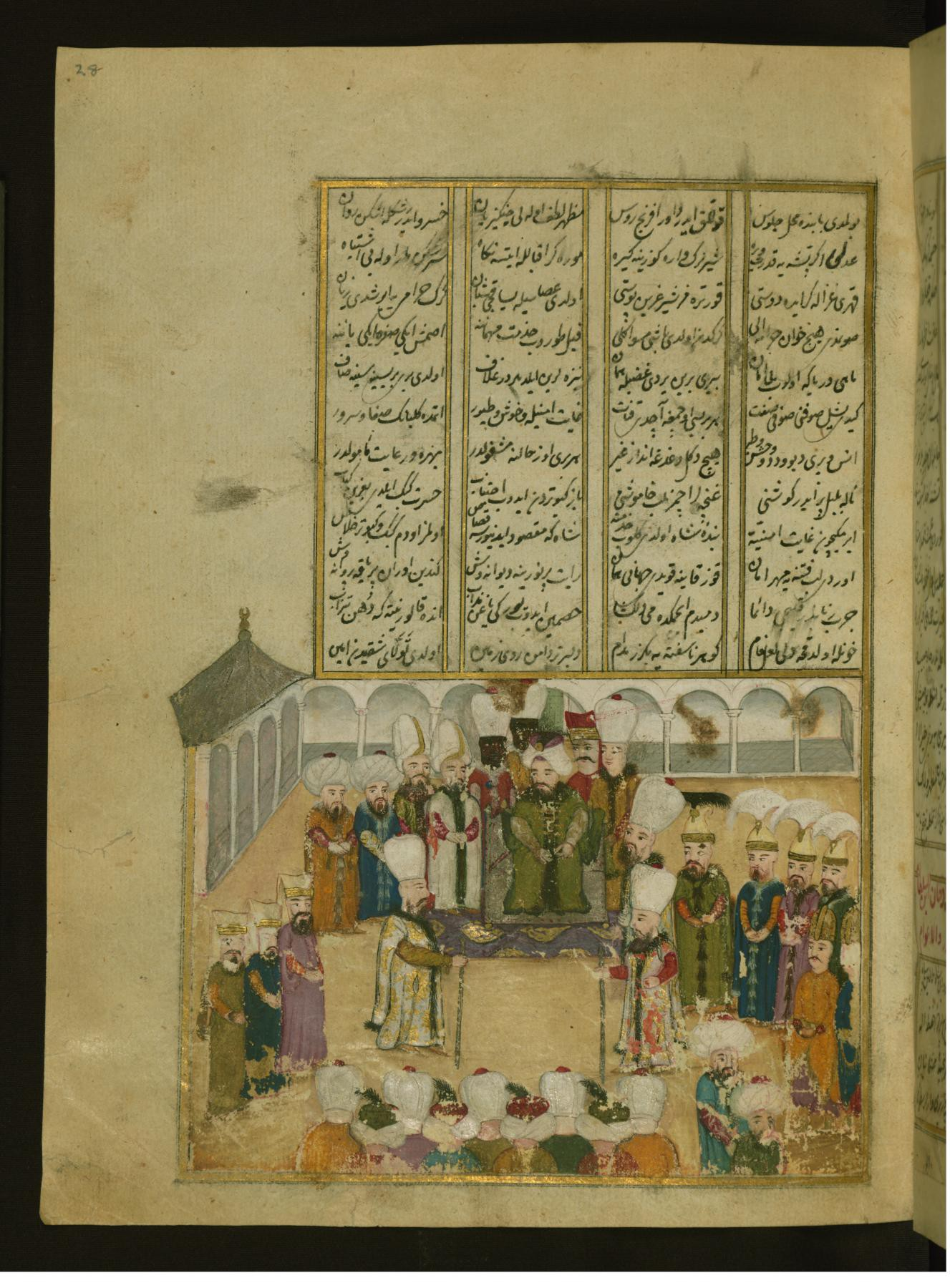
مراسم جلوس سلطان مراد چهارم، سال ۱۶۲۳
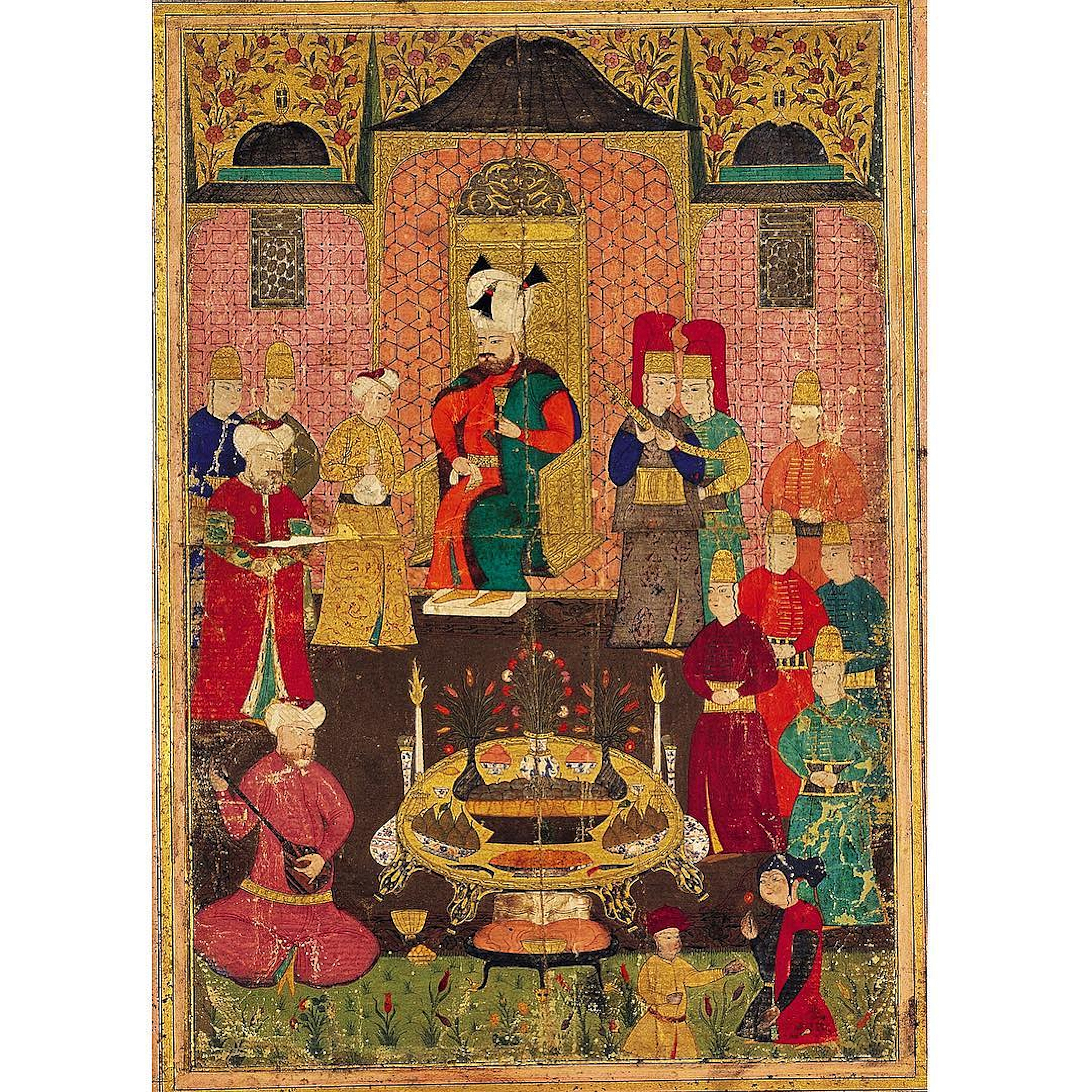
نقاشی مینیاتور عثمانی، مراد چهارم را در مراسم شام به تصویر کشیده‌است
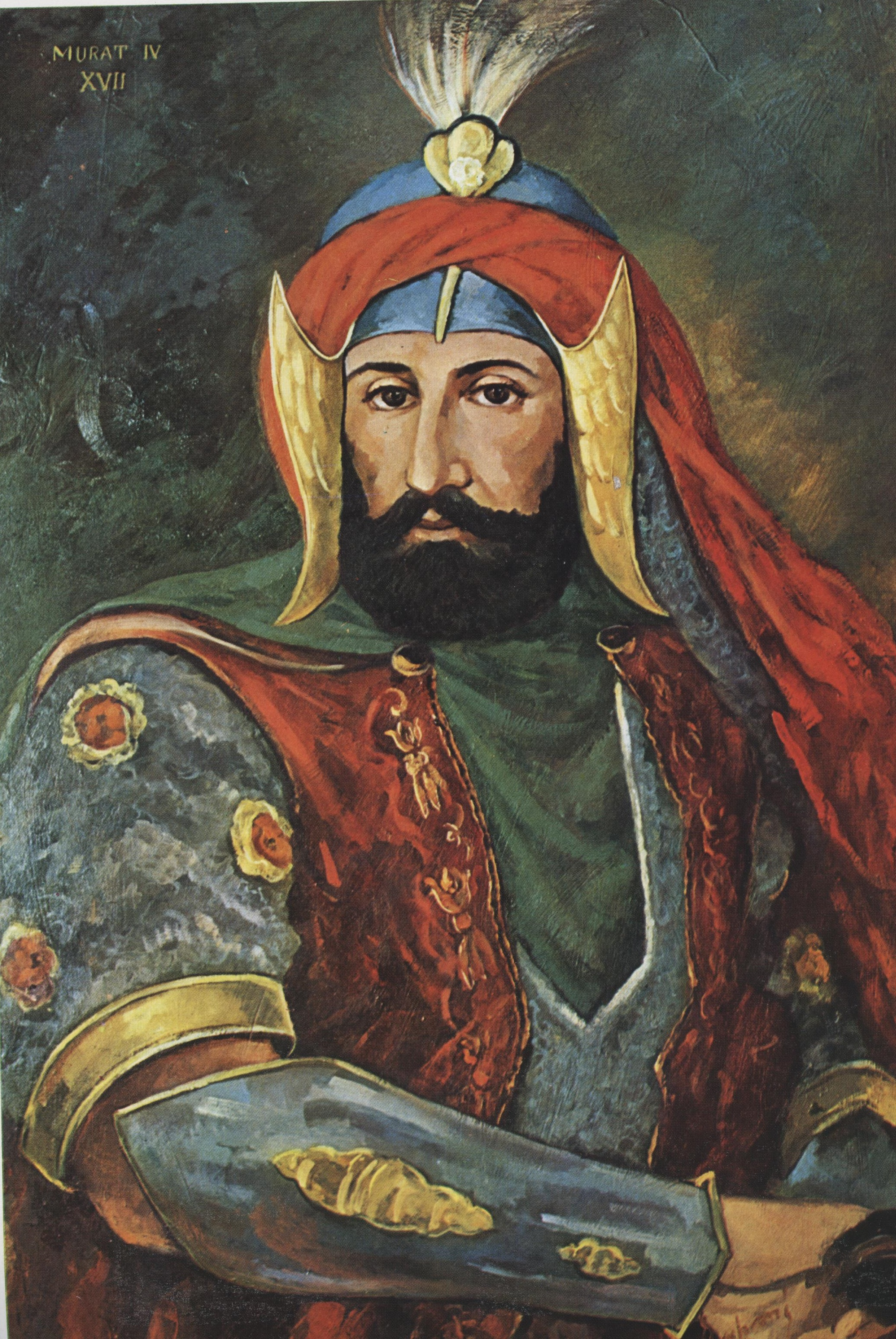
پرتره‌ای از سلطان مراد خان در لباس جنگ
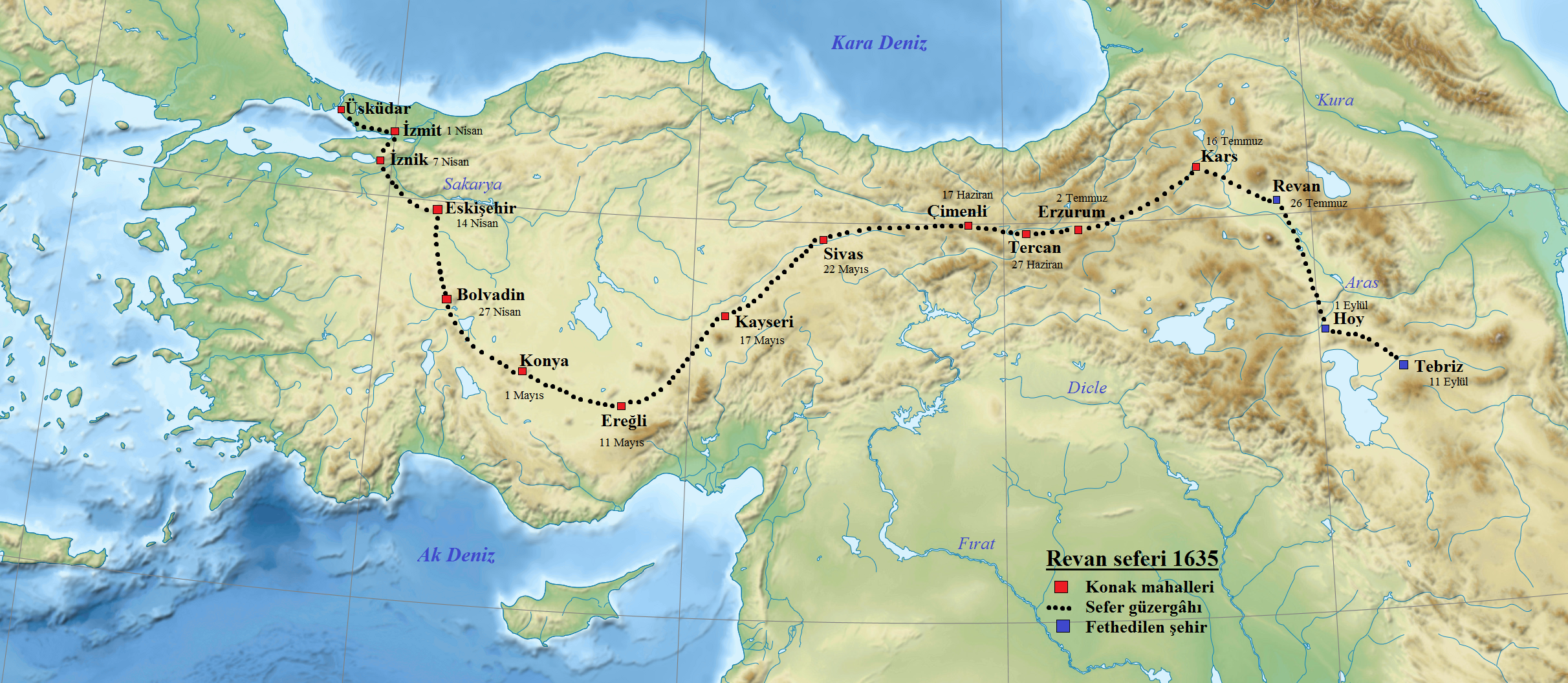
مسیر لشگرکشی مراد چهارم به مرزهای شمال غربی ایران، شهرهای ایروان، خوی و تبریز
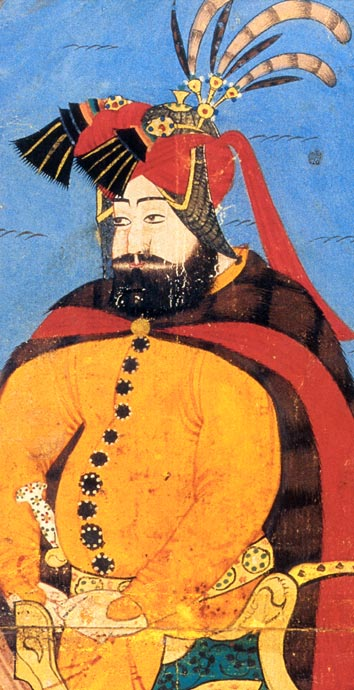
مینیاتوری از سلطان مراد رابع
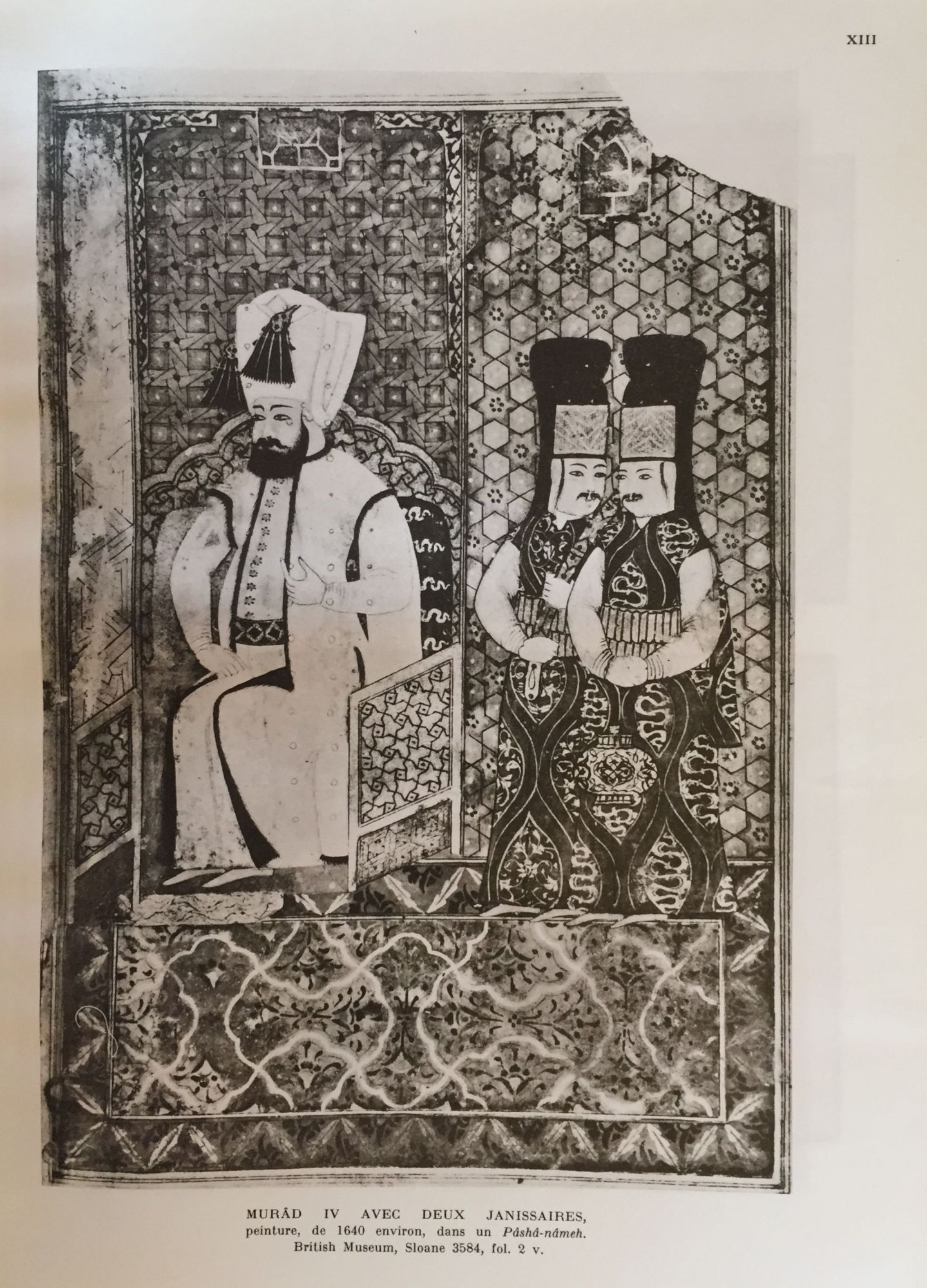
مینیاتوری از سلطان مراد خان بر روی تخت سلطنت و دو ینی‌چری ایستاده در پشت او
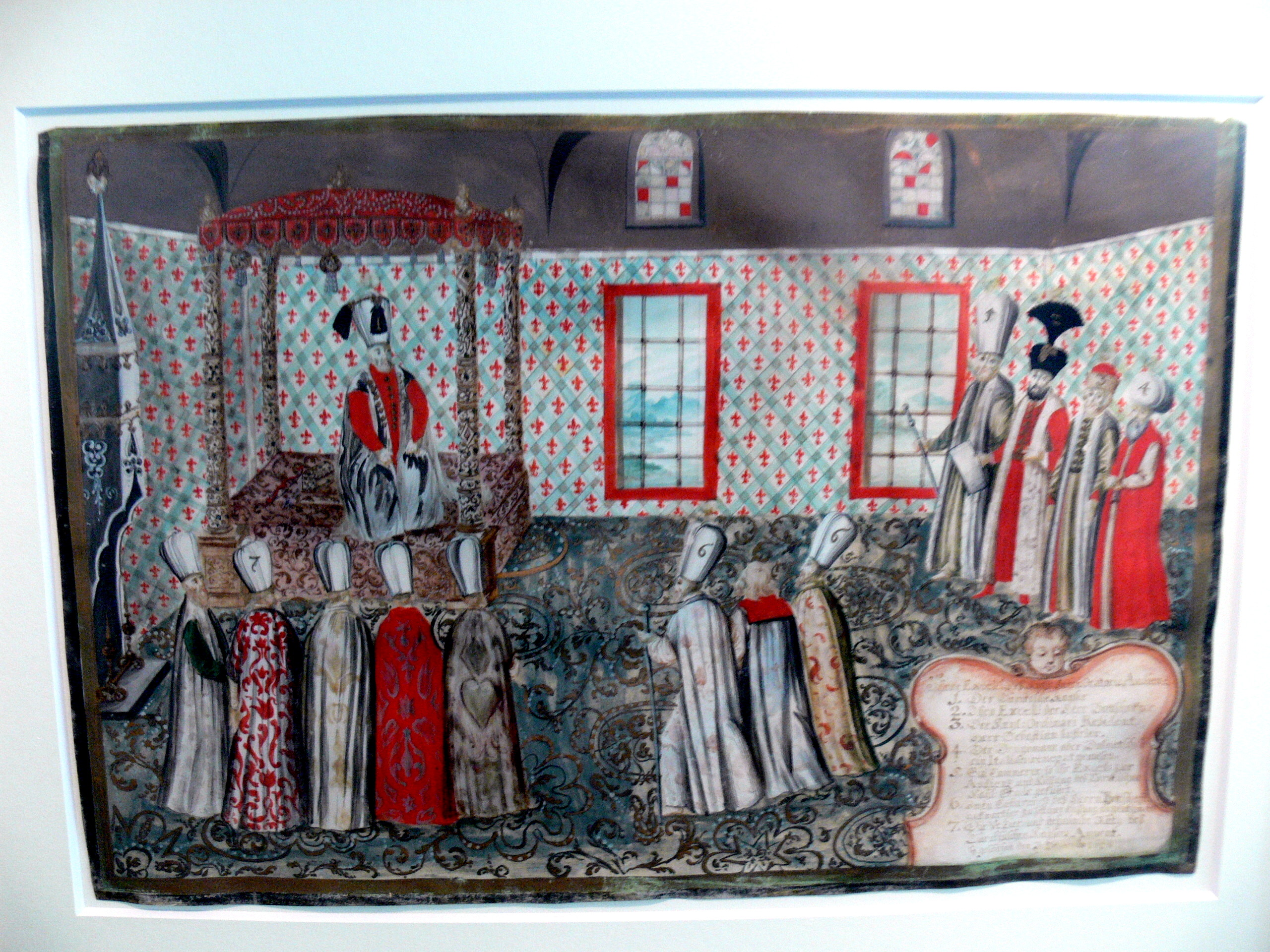
دیدار سفیر امپراتوری مقدس روم با سلطان مراد خان در استانبول
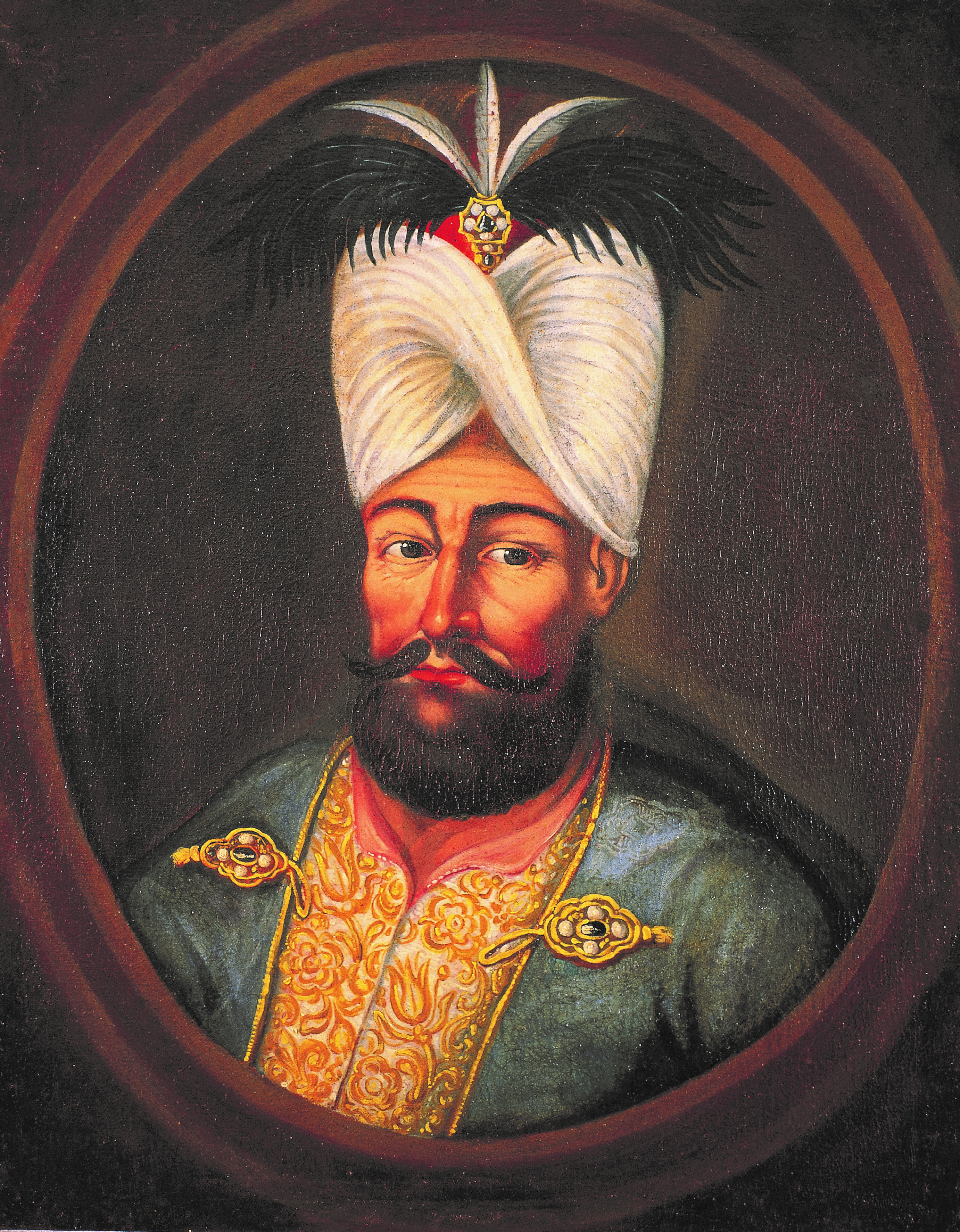
پرتره‌ای از سلطان مراد خان
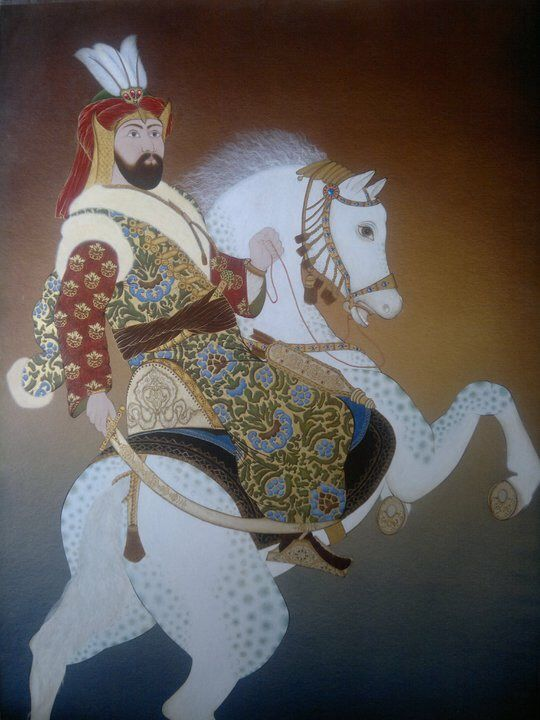
پرتره‌ای از سلطان مراد چهارم بر روی اسب
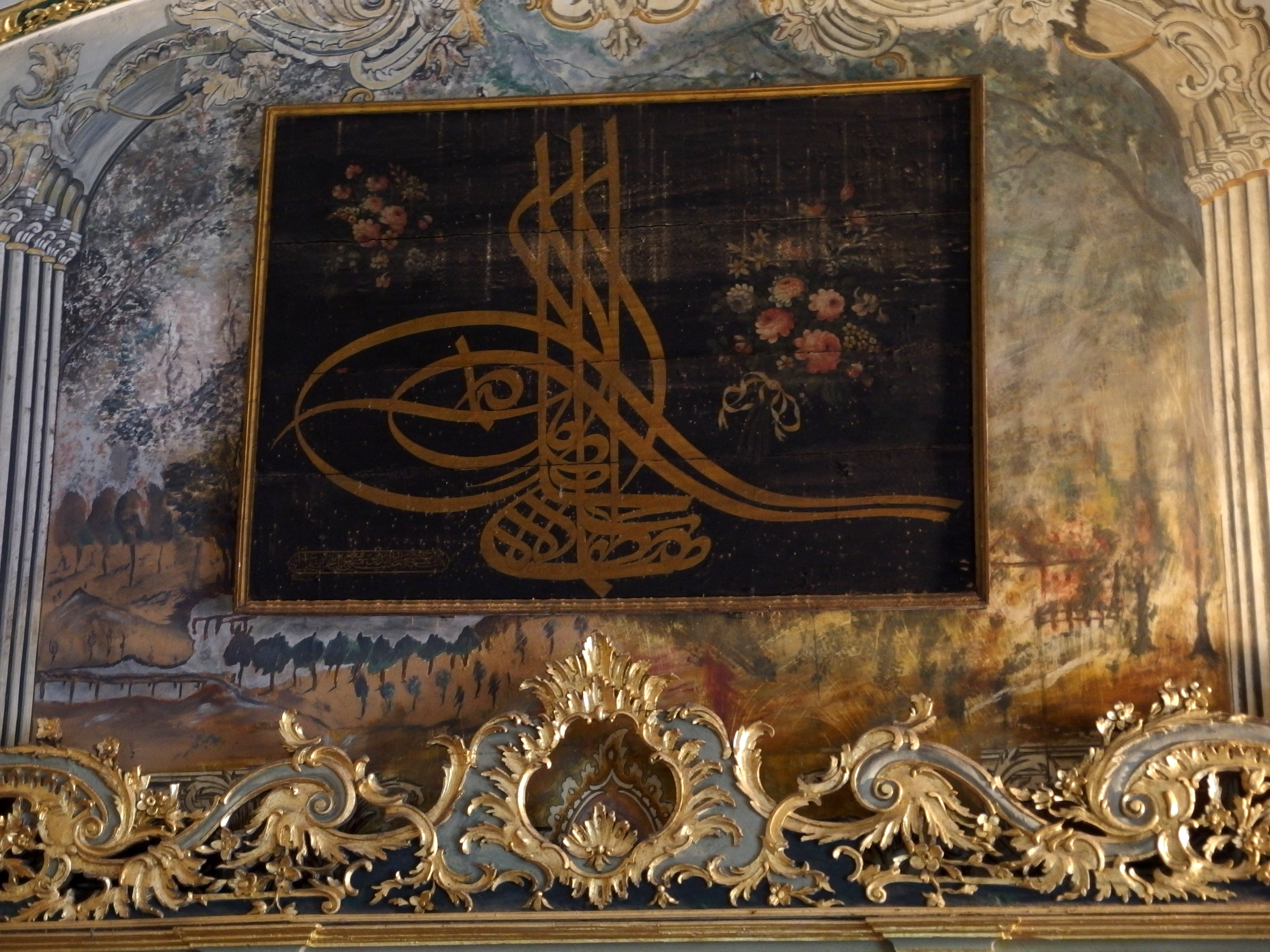
طغرای سلطان مراد چهارم بر روی دیواری در کاخ توپقاپی
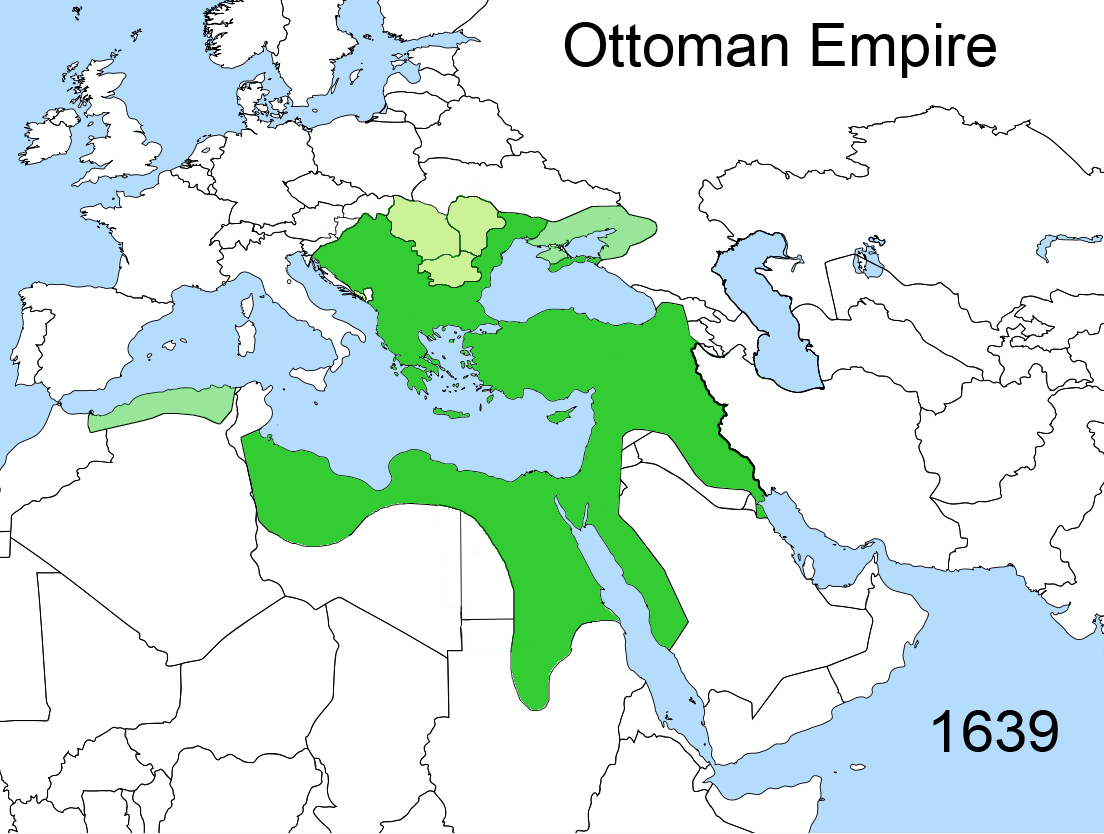
امپراتوری عثمانی در اواخر سلطنت مراد رابع